# Spellemannprisen 1985
Der Spellemannpris 1985 war die 14. Ausgabe des norwegischen Musikpreises Spellemannprisen. Die Nominierungen berücksichtigten Veröffentlichungen des Musikjahres 1985. Die Verleihung der Preise fand im Frühjahr 1986 statt. In der Kategorie „Årets Spellemann“ wurde A-ha ausgezeichnet, die Ehrenpreise („Hedersprisen“) erhielten das Duo Bobbysocks gemeinsam mit Rolf Løvland sowie das Künstlerprojekt Forente Artister.

## Verleihung
Die Preisverleihung fand am 18. Januar 1986 statt und wurde vom Norsk rikskringkasting (NRK) ausgestrahlt. Es wurden Preise in elf Kategorien vergeben, wobei es jeweils drei Nominierungen pro Kategorie gab. Nur für den „Årets Spellemann“ wurden fünf Nominierungen verkündet. Der Preis in der Kategorie wurde vom britischen Sänger Paul Young überreicht. Eine Auszeichnung für das Musikvideo des Jahres wurde erstmals vergeben.

## Gewinner
| Kategorie                                                              | Gewinner                                    | Werk                           |
| ---------------------------------------------------------------------- | ------------------------------------------- | ------------------------------ |
| Barneplater (Kinderplatten)                                            | Harry Halvsjuk & The Håpløse                | Harry Halvsjuk                 |
| Country & Western                                                      | Claudia Scott, Ottar Johansen, Casino Steel | Oh Yeah!                       |
| Folkemusikk/Gammaldans (Volksmusik/Gammaldans)                         | Elisabeth Kværne                            | På langeleik                   |
| Hederspris (Ehrenpreis)                                                | Bobbysocks, Rolf Løvland                    | –                              |
| Hederspris (Ehrenpreis)                                                | Forente Artister                            | Sammen for livet               |
| Jazz                                                                   | Per Husby                                   | Dedications                    |
| Klassisk Musikk/Samtidsmusikk (Klassische Musik/zeitgenössische Musik) | Robert Riefling                             | Das wohltemperierte Klavier    |
| Pop                                                                    | A-ha                                        | Hunting High And Low           |
| Rock                                                                   | Jonas Fjeld Band                            | Neck'n neck                    |
| Visesang (Weisengesang)                                                | Halvdan Sivertsen                           | Amerika                        |
| Åpen Klasse (Offene Klasse)                                            | Kalenda Maya                                | Medieval And Renaissance Music |
| Årets Bransjepris (Branchenpreis des Jahres)                           | Hallvard Kvaale                             | Plateprodusent                 |
| Årets Spellemann (Spellemann des Jahres)                               | A-ha                                        | Hunting high and low           |

## Nominierte
Barneplater
- C-Blokk Bandet: C-Blokk Bandet
- Harry Halvsjuk & The Håpløse: Harry Halvsjuk
- Mabben Max, Fred Avsted: Har du hørt det?

Country & Western
- Bjøro Håland: Just For You
- Claudia Scott, Ottar Johansen, Casino Steel: Oh Yeah!
- Gone At Last: Gone At Last

Folkemusikk/Gammaldans
- Elisabeth Kværne: På langeleik
- Geir Egil Larsen: Fløytelåt og dansarslått
- Sondre Bratland: Kjeldevatn

Jazz
- Egil Kapstad: Epilog
- Per Husby: Dedications
- Terje Rypdal: Chaser

Klassisk Musikk/Samtidsmusikk
- Arne Nordheim: Wirklicher Wald og Aurora
- Bergen Blåsekvintett: The Bergen Wind Quartet
- Robert Riefling: Das wohltemperierte Klavier

Pop
- A-ha: Hunting High And Low
- Egil Eldøen: Welcome into my heart
- The Monroes: Face Another Day

Rock
- Jonas Fjeld Band: Neck'n neck
- Stage Dolls: Soldiers's gun
- Terje Tysland: Frekk og Fredelig

Visesang
- Alf Cranner: Din tanke er fri
- Halvdan Sivertsen: Amerika
- Lillebjørn Nilsen: Hilsen Nilsen

Åpen Klasse
- Frode Thingnæs: Flåklypaballetten
- Kalenda Maya: Medieval And Renaissance Music
- Sigmund Groven: Colour Slides

Årets Bransjepris
- Erling Lund: Lydtekniker
- Hallvard Kvaale: Plateprodusent
- Rolv Løvland: Opphavsmann

Årets Spellemann
- A-ha: Hunting high and low
- Jon Eberson Group: Stories
- Jonas Fjeld Band: Neck'n neck
- Knut Buen: På gamle tufter
- Terje Rypdal: Chaser